# اللجنة الدولية للصليب الأحمر
اللجنة الدولية للصليب الأحمر تم تأسيسها في العام 1863، وتسعى هذه المنظمة إلى الحفاظ على قدر من الإنسانية في خضم الحروب. ويسترشد عملها بالمبدأ القائل بوضع حدود للحرب نفسها: أي حدود لتسيير الأعمال الحربية وحدود لسلوك الجنود. وتُعرف مجموعة الأحكام التي وضعت استنادا إلى هذا المبدأ والتي أقرتها كل أمم العالم تقريبا، بالقانون الدولي الإنساني الذي تشكل اتفاقيات جنيف حجر أساسه.
اللجنة الدولية للصليب الأحمر منظمة مستقلة ومحايدة تقوم بمهام الحماية الإنسانية وتقديم المساعدة لضحايا الحرب والعنف المسلح.
وقد أوكلت إلى اللجنة الدولية، بموجب القانون الدولي، مهمة دائمة بالعمل غير المتحيز لصالح السجناء والجرحى والمرضى والسكان المدنيين المتضررين من النزاعات.
وإلى جانب مقرها الرئيسي في جنيف، هناك مراكز للجنة الدولية في حوالي 80 بلداً ويعمل معها عدد من الموظفين يتجاوز مجموعهم 12000 موظف.
هذا وفي حالات النزاع، تتولّى اللجنة الدولية تنسيق العمل الذي تقوم به الجمعيات الوطنية للصليب الأحمر والهلال الأحمر واتحادها العام.
واللجنة الدولية هي مؤسس الحركة الدولية للصليب الأحمر والهلال الأحمر ومصدر إنشاء القانون الدولي الإنساني لا سيما اتفاقيات جنيف.

## نشأتها وتاريخها
يعود الفضل في نشأة اللجنة الدولية إلى رؤية وإصرار رجل واحد. الزمان: 24 حزيران/يونيو 1859. المكان: سولفرينو، بلدة في شمال إيطاليا. اشتبك الجيشان النمساوي والفرنسي في معركة ضارية، وبعد ست عشرة ساعة من القتال كانت ساحة القتال تغص بأجساد أربعين ألف من القتلى والجرحى. وفي مساء اليوم نفسه وصل مواطن سويسري يُدعى «جان هنري دونانت» إلى المنطقة في رحلة عمل. وهناك راعته رؤية آلاف الجنود من الجيشين وقد تُركوا يعانون بسبب ندرة الخدمات الطبية الملائمة. ووجّه إذ ذاك نداء إلى السكان المحليين طالباً منهم مساعدته على رعاية الجرحى وملحّاً على واجب العناية بالجنود الجرحى من كلا الجانبين.
وعند عودته إلى سويسرا نشر «دونانت» كتاب «تذكار سولفرينو»، الذي وجّه فيه ندائين مهيبين:
الأول يدعو فيه إلى تشكيل جمعيات إغاثة في وقت السلم تضم ممرضين وممرضات مستعدين لرعاية الجرحى وقت الحرب؛ والثاني يدعو فيه إلى الاعتراف بأولئك المتطوعين الذين يتعين عليهم مساعدة الخدمات الطبية التابعة للجيش وحمايتهم بموجب اتفاق دولي.
وفي عام 1863 شَكَّلت «جمعية جنيف للمنفعة العامة»، وهي جمعية خيرية بمدينة جنيف، لجنة من خمسة أعضاء لبحث إمكانية تطبيق أفكار «دونان». وأنشأت هذه اللجنة ـ التي ضمّت «غوستاف موانييه» و«غيوم-هنري دوفور» و«لوي أبيا» و«تيودور مونوار»، فضلاً عن جان هنري دونانت نفسه ـ «اللجنة الدولية لإغاثة الجرحى» التي أصبحت فيما بعد «اللجنة الدولية للصليب الأحمر».
بعد تأسيس اللجنة شرع مؤسسوها الخمسة في تحويل الأفكار التي طرحها كتاب «دونان» إلى واقع. وتلبية لدعوة منهم أوفدت 16 دولة وأربع جمعيات إنسانية ممثلين لها إلى المؤتمر الدولي الذي افتتح في جنيف في 26 تشرين الأول/أكتوبر 1863. وكان ذلك المؤتمر هو الذي اعتمد الشارة المميِّزة ـ شارة الصليب الأحمر على أرضية بيضاء ـ والذي ولدت من خلاله مؤسسة الصليب الأحمر.
ومن أجل إضفاء الطابع الرسمي على حماية الخدمات الطبية في ميدان القتال والحصول على اعتراف دولي بالصليب الأحمر ومثله العليا، عقدت الحكومة السويسرية مؤتمراً دبلوماسياً في جنيف عام 1864، شارك فيه ممثلو اثنتي عشرة حكومة واعتمدوا معاهدة بعنوان «اتفاقية جنيف لتحسين حال جرحى الجيوش في الميدان»، والتي غدت أولى معاهدات القانون الإنساني. وعقدت مؤتمرات أخرى لاحقاً وسَّعت نطاق القانون الأساسي ليشمل فئات أخرى من الضحايا كأسرى الحرب مثلاً. وفي أعقاب الحرب العالمية الثانية عقد مؤتمر دبلوماسي دامت مداولاته أربعة أشهر واعتمدت على أثره اتفاقيات جنيف الأربع في 1949 التي عززت حماية المدنيين في أوقات الحرب. وأُكْمِلت هذه الاتفاقيات في 1977 ببروتوكولين إضافيين.

## مهامها
وتشمل مهامها:
1•	زيارة أسرى الحرب والمحتجزين المدنيين.
2•	البحث عن المفقودين.
3•	نقل الرسائل بين أبناء الأسر التي شتتها النزاع.
4•	إعادة الروابط الأسرية.
5•	توفير الغذاء والمياه والمساعدة الطبية للمدنيين المحرومين من هذه الضروريات الأساسية.
6•	نشر المعرفة بالقانون الإنساني.
7•	مراقبة الالتزام بهذا القانون.
- لفت الانتباه إلى الانتهاكات والإسهام في تطور القانون الإنساني.

إن دور اللجنة الدولية الخاص قد عهدت إليها به الدول من خلال الصكوك المتعددة للقانون الإنساني. ومع ذلك، وبينما تحافظ اللجنة الدولية على حوار مستمر مع الدول، فإنها تصر في كافة الأوقات على استقلالها. ذلك أنها ما لم تتمتع بحرية العمل مستقلة عن أي حكومة أو سلطة أخرى، فإنه لن يكون بوسعها خدمة المصالح الحقيقية لضحايا النزاع، وهو ما يقع في صميم مهمتها الإنسانية.
تعطي الصفحات التالية فكرة عن هذه المنظمة الفريدة، عن نشأتها وأهدافها ومثلها. وهي تبيّن أيضاً طريقة عمل اللجنة الدولية وأسباب تصرفها على نحو بعينه وطبيعة المستفيدين من أعمالها.
رغم أن اللجنة الدولية نشأت عن مبادرة سويسرية خاصة فإن عملها ونطاق اهتماماتها له طابع دولي. للمنظمة مندوبون في نحو 60 بلداً عبر أنحاء العالم بينما تمتد أنشطتها لتشمل أكثر من 80 بلداً، ويعمل معها قرابة 12 ألف موظف أغلبهم من مواطني البلدان التي تعمل فيها. ويوفر نحو 800 شخص الدعم والمساندة اللازمين لعمليات اللجنة الدولية في الميدان انطلاقاً من مقرها في جنيف بسويسرا.
تتولّى البعثات الميدانية بالأساس أنشطة الحماية أو المساعدة أو الوقاية لصالح ضحايا حالات النزاع المسلح أو الاقتتال الداخلي القائمة أو الناشئة. (للتعرف على تفاصيل حول هذه الأنشطة أنظر الفصل الخاص بها.)
تغطي البعثات الإقليمية تقريباً جميع البلدان غير المتضررة من النزاعات المسلحة مباشرة. وتضطلع هذه البعثات بمهمات محددة تتصل بالأنشطة الميدانية من جهة و«الدبلوماسية الإنسانية» (أنظر ص37) من جهة أخرى. ويساعد وجود هذه البعثات في منطقة من المناطق على رصد تطور الأحداث الخطرة المحتملة وعلى العمل كجهاز إنذار مبكر، وهو ما يسمح للجنة الدولية بالاستعداد للعمل الإنساني السريع عند الضرورة.

## الوضع القانوني
اللجنة الدولية للصليب الأحمر منظمة غير متحيزة ومحايدة ومستقلة، وهي غير حكومية من حيث طبيعتها وتشكيلها. وقد أسندت إليها الدول مهمة حماية ومساعدة ضحايا النزاع المسلح من خلال اتفاقيات جنيف الأربع لعام 1949 وبروتوكوليها الإضافيين لعام 1977، تلك الصكوك التي خلفت عن جدارة اتفاقية جنيف الأولى لعام 1864.
إن مهمة اللجنة الدولية ووضعها القانوني يميزانها عن كلٍ من الوكالات الحكومية الدولية، كمنظمات الأمم المتحدة مثلاً، والمنظمات غير الحكومية. وفي غالبية البلدان التي تعمل فيها عقدت اللجنة الدولية اتفاقات مقر مع السلطات. ومن خلال هذه الاتفاقات التي تخضع لأحكام القانون الدولي تتمتع اللجنة الدولية بالامتيازات والحصانات التي لا تُمنح عادة سوى للمنظمات الحكومية الدولية، وتشمل هذه الحصانات الحصانة القضائية، التي تحمي اللجنة من التعرض للملاحقة الإدارية والقضائية، وحصانة المباني والمحفوظات وغيرها من الوثائق. إن هذه الامتيازات والحصانات لا غنى عنها للجنة الدولية حيث تكفل شرطين ضروريين للعمل الذي تضطلع به، ألا وهما الحياد والاستقلال. وقد عقدت المنظمة اتفاقاً من هذا النوع مع سويسرا، الأمر الذي يكفل استقلالها وحرية عملها عن الحكومة السويسرية ==
عام من العمل لمساعدة المضارين من النزاعات خلال عام 2005، زار مندوبو اللجنة الدولية للصليب الأحمر حوالي 528 ألف شخص من المحرومين من حريتهم في 76 دولة. كما ساهمت اللجنة الدولية للصليب الأحمر في مشاريع المياه والصرف الصحي والبناء لمساعدة حوالي 11 مليون شخص. وفي العام نفسه، قدمت اللجنة الدعم للمستشفيات ومراكز الرعاية الصحية لخدمة حوالي 2.4 مليون شخص في حين لم تتوان عن تقديم المساعدات العاجلة لحوالي 3 ملايين شخص.

## الشارات
تمنح شارات الصليب الأحمر والهلال الأحمر والكريستالة (البلورة) الحمراء الحماية لأفراد الوحدات الطبية التابعة للقوات المسلحة والعاملين في مجال الإغاثة. كما تستخدم الجمعيات الوطنية لحركة الصليب الأحمر والهلال الأحمر في كل بلد هذه الشارات لغرض التعرف عليها.
يحدد القانون بوضوح استخدام شارات الصليب الأحمر والهلال الأحمر والكريستالة (البلورة) الحمراء وإساءة استخدامها. وتتطرق مواد مختلفة من اتفاقيات جنيف وبروتوكولاتها إلى موضوع الشارات. فهي تنظم، من بين أمور أخرى، استخدام الشارات وحجمها والغرض من استخدامها وموقعها، والأشخاص والممتلكات التي تشملها بالحماية، والجهات التي يمكن لها استخدامها، وما يترتب على استخدامها من احترام وعلى إساءة استخدامها من عقوبات. وبالإضافة إلى ذلك، تلزم تلك المواد كل دولة طرف في اتفاقيات جنيف وبروتوكولاتها الإضافية بسنّ نصوص تشريعية تحدد استخدام الشارات وتمنع إساءة استخدامها على الصعيد الوطني.

### تاريخ الشارات
برزت أول شارة للوجود عام 1864. وقررت الحكومات التي شاركت في المؤتمر الدبلوماسي واعتمدت اتفاقية جنيف الأولى عام 1864، أن ثمة حاجة إلى اعتماد علامة محايدة ظاهرة بوضوح في ميدان المعركة لحماية أفراد الوحدات الطبية والمرافق الطبية. ووقع اختيار المؤتمر على شكل صليب أحمر على خلفية بيضاء، وهو الشكل المقلوب تماماً لعلم سويسرا المحايدة. وتميّز هذا الشكل النهائي بسهولة إعداده والتعرف عليه من بعيد بسبب تباين ألوانه.
وفي السنوات التي تلت، بدأت منظمات إغاثة وطنية عديدة في إطلاق اسم «جمعيات الصليب الأحمر» على نفسها فتحدد بذلك استخدام الشارة كوسيلة للدلالة.
وكان الغرض من عقد مؤتمر عام 1864 هو وضع علامة عالمية ومحايدة ومميزة للحماية يمكن للجميع استعمالها والتعرف عليها. وبعد مرور عشر سنوات تقريباً على ذلك التاريخ، اعتمدت الإمبراطورية العثمانية خلال الحرب الروسية التركية، الهلال الأحمر كعلامتها الخاصة للحماية، مع استمرارها في الاعتراف برمز الصليب الأحمر واحترامه. واعتمدت بلاد فارس أيضا علامتها الخاصة. وبذلك، اعترفت الحكومات بالشارات الثلاث رسمياً عام 1929.
واستمر هذا الوضع حتى عام 1980 عندما استبدلت إيران العلامة الفارسية القديمة المتمثلة في الأسد والشمس الأحمرين، بالهلال الأحمر. وقد تخللت فترة التسعينات انشغالات بشأن احترام حياد الصليب الأحمر أو الهلال الأحمر في بعض النزاعات الصعبة. فدعا رئيس اللجنة الدولية للصليب الأحمر علناً في عام 1992 إلى وضع شارة إضافية مجرّدة من أي مدلول وطني أو سياسي أو ديني. وهكذا، اعتمدت الحكومات عام 2005 علامة إضافية لأغراض الحماية هي الكريستالة (البلورة) الحمراء.

## اللجنة الدولية للصليب الأحمر في الصومال
اتهمت حركة الشباب المجاهدين الصومالية اللجنة الدولية للصليب الأحمر بتوزيع مواد غذائية فاسدة على النازحين الصوماليين.
ونفت اللجنة الدولية للصليب الأحمر في بيان لها ما تردد عن توزيع أغذية فاسدة في الصومال. وجاء في البيان الصادر عنها على لسان السيد «دانيال دوفيلار» رئيس عمليات اللجنة الدولية لشرق أفريقيا أن المنظمة وزّعت أكثر من 17 ألف طن من الأرز والفاصوليا والزيت على أشد الناس احتياجا في أكثر من 1600 مكان مختلف. وأضاف أن 6% من المواد المخصصة للتوزيع (حوالي ألف طن فاصوليا) تعرضت للتلف بسبب الحرارة والرطوبة والأمطار الغزيرة. وقد تم سحب هذه الكمية وتولّت حركة الشباب المجاهدين إتلافها. وأكّد «دوفيلار» أنه لم يتم توزيع أي غذاء يشتبه في كونه غير صالح للاستخدام الآدمي.

## مقالات ذات صلة
- غوستاف موانييه
- جان هنري دونانت

## وصلات خارجية
- موقع اللجنة الدولية للصليب الأحمر
- شارات الحركة الدولية للصليب الأحمر والهلال الأحمر
- المنتدى الافتراضي لاستكشاف القانون الإنساني